# Nasica longirostris
El trepatroncos piquilargo (en Ecuador) (Nasica longirostris), también denominado trepatronco de pico largo, trepatroncos picudo (en Colombia), trepador pescuecilargo (en Venezuela) o trepador de pico largo (en Perú), es una especie de ave paseriforme de la familia Furnariidae, la única perteneciente al género Nasica. Es nativa de la cuenca amazónica en América del Sur.

## Distribución y hábitat
Se distribuye por cuenca amazónica y del Río Orinoco desde el este de Colombia y sur de Venezuela hacia el sur hasta el centro de Ecuador, centro norte y este de Perú, en la Amazonia brasileña (al este hasta el centro de Roraima, Amapá y Maranhão, al sur hasta Mato Grosso y sur de Tocantins) y norte de Bolivia; aparentemente ausente del escudo guayanés con excepción del centro y este de la Guayana francesa.
Esta especie es considerada poco común en sus hábitats naturales: el estrato medio, el sub-dosel y los bordes de selvas húmedas, generalmente asociado con agua en bosques de várzea y riparios, pero también de terra firme, localmente hasta los 500 metros de altitud.

## Descripción
Mide entre 35 y 36 cm de longitud y pesa entre 78 y 92 g. Es un trepatroncos inconfundible y espectacular, con su pescuezo largo y fino, su cabeza pequeña y su pico muy largo, casi recto y de color blanco marfil. La corona es negruzca, finamente estriada de beige, exhibe una estrecha banda pos-ocular blanca; por arriba es de color castaño rufo brillante. La garganta es blanco nieve, por abajo es pardo con estrías lanceoladas blancas con bordes negros en los lados del cuello y del pecho. El aspecto general es esbelto, principalmente debido a su larga cola.

## Comportamiento
Anda en parejas o solitario, forrajeando en ambientes semiabiertos, a lo largo de márgenes de ríos, lagos o corrientes de agua, excepto por su canto no es muy visible; generalmente no se junta a bandadas mixtas. Con frecuencia inspecciona bromelias y otras epífitas. Forrajea en ramas horizontales con mayor frecuencia que otros trepadores, aunque también lo hace en troncos verticales. Usa su largo pico como una pinza para revolver amontonados de hojas, aglomerados de epífitas o para hurgar en cavidades en las cortezas o en huecos de árboles.

### Alimentación
Probablemente su dieta consista mayormente de artrópodos, pero también se sabe que captura pequeños reptiles y anfibios.

### Vocalización
Su canto, sonoro y que se escucha desde lejos, es una serie fácilmente reconocible de tres a cuatro notas silbadas, fantasmagóricas y lastimeras, por ej. «twoooooóoo...twoooooóoo...twoooooóoo». A veces da una versión más rápida. Cuando están excitados saben proferir unos llamados risibles.

## Sistemática

### Descripción original
La especie N. longirostris fue descrita por primera vez por el naturalista francés Louis Pierre Vieillot en 1818 bajo el nombre científico Dendrocopus longirostris; su localidad tipo es: «Boca do Igarapé Piaba, cerca de Óbidos, Pará, Brasil».
El género Nasica fur propuesto por el naturalista francés René Primevère Lesson en 1830, la especie tipo definida fue Nasica nasalis.

### Etimología
El nombre genérico masculino «Nasica» proviene del latín y significa «de nariz largo»;  y el nombre de la especie «longirostris», se compone de la palabras del latín «longus»: largo  y «rostris»: de pico; significando «de pico largo».

### Taxonomía
Puede ser el ancestral de todos los Dendrocolaptidae con excepción de Drymornis. Ejemplares de localidades al sur del río Amazonas que tienen parte superior más pálida y partes inferiores más leonadas algunas veces son separadas como la subespecie N. l. australis Griscom & Greenway, 1937, pero la difererencia parece ser atribuida a variaciones individuales. Como contraste, aves de la margen sur tienen picos significativamente más largo que aquellas de la margen norte, sugiriendo que el reconocimiento de dos subespecies puede estar garantizado; se requieren más estudios. Es monotípica.